# Порогамія
Порогамія (від давньогрецьких слів — отвір і — шлюб) — звичайний шлях проникнення пилкової трубки в насінний зачаток через пилковий вхід (мікропіле) у покритонасінних та голонасінних рослин. Інші шляхи проникнення пилкової трубки в насінний зачаток називають апорогамією наприклад, через халазу — халазогамія, через покриви — мезогамія.